# Élections européennes de 2009 en Estonie
Les élections européennes se sont déroulées le dimanche 7 juin 2009 en Estonie pour désigner les six députés au Parlement européen prévus par le Traité de Nice, pour la législature 2009-2014.

## Modalités électorales
Les six députés sont élus à la proportionnelle  des suffrages exprimés (règle D'Hondt). Les listes de 12 personnes maximum sont bloquées, mais peuvent compter moins de candidats, voire n'en comprendre qu'un seul. Pour la première fois lors d'une élection européenne, les électeurs pouvaient voter par internet, du 28 mai au 3 juin 2009, avec leur carte d'identité à puce. Cette procédure avait déjà été utilisée pour les élections municipales de 2005 et les élections législatives de 2007. Le vote par correspondance était également possible.

## Campagne
101 candidats se présentent, dont 6 candidats indépendants, les autres se répartissant sur 11 listes.

### Partis présentant une liste complète
- Le Parti de la Réforme du Premier Ministre Andrus Ansip vise la victoire, bien qu'il doive faire face à la crise économique, et au départ du gouvernement, le 14 mai 2009, des ministres du Parti social-démocrate opposés à une politique de rigueur. L'Union du peuple, nouveau partenaire de coalition, modère désormais ses critiques, et espère obtenir un siège de député européen.
- Le Parti du Centre, donné vainqueur par les sondages, axe sa campagne sur la situation économique, en reprochant au gouvernement d'occulter la réalité. Ce débat sur l'économie nationale fait d'ailleurs passer au second plan les enjeux européens.
- Outre ces 4 partis, 2 autres présentent des listes de 12 candidats : Les Verts et l'Union Pro Patria et Res Publica, conservatrice, qui espère un net succès[4].

### Autres partis
- Les partis russophones échouent à faire liste commune : le Parti de la Gauche unie et le Parti Russe d'Estonie présentent donc chacun leurs candidats[3].
- À droite Libertas Estonie présente une liste, bien qu'Igor Gräzin, eurosceptique qui avait initialement soutenu l'homologation de Libertas comme parti européen, se rétracte, et décide de figurer sur la liste du Parti de la Réforme. Le Parti de l'indépendance, parti d'extrême-droite réclamant la sortie de l'Union européenne, renonce à concourir.
- Martin Helme, dirigeant eurosceptique du Mouvement national estonien, se présente comme candidat indépendant, et réclame un référendum en cas d'adoption de l'euro. Indrek Tarand, fils de l'eurodéputé social-démocrate sortant Andres Tarand, se lance lui aussi comme candidat indépendant[4].

## Résultats

### Participation
La participation, de 43,2 %, a été nettement plus élevée que lors des élections européennes de 2004, et plus importante qu'attendue. 14,9 % des votants se sont prononcés par internet.

### Tableau des résultats
Les résultats définitifs sont les suivants:
| Parti / Candidat                | Affiliation européenne | Nombre de voix | Score  | Sièges | +/- |
| ------------------------------- | ---------------------- | -------------- | ------ | ------ | --- |
| Parti du Centre                 | ELDR                   | 103 506        | 26,1 % | 2      | +1  |
| Indrek Tarand                   |                        | 102 460        | 25,8 % | 1      | +1  |
| Parti de la Réforme             | ELDR                   | 60 877         | 15,3 % | 1      | =   |
| Union Pro Patria et Res Publica | PPE                    | 48 492         | 12,2 % | 1      | =   |
| Parti social-démocrate          | PSE                    | 34 508         | 8,7 %  | 1      | -2  |
| Les Verts                       | Verts                  | 10 851         | 2,7 %  | 0      | =   |
| Martin Helme                    |                        | 9 832          | 2,5 %  | 0      |     |
| Union du peuple                 | AEN                    | 8 860          | 2,2 %  | 0      | =   |

Les autres candidats ont obtenu moins de 2 % des suffrages exprimés : Dimitri Klenski (1,8 %), le Parti de la Gauche unie (0,9 %), Libertas Estonie (0,6 %), le Parti des Démocrates-Chrétiens Estoniens (0,4 %), le Parti Russe d'Estonie (0,3 %), l'Union des Fermiers (0,2 %), Juri Žuravljov (0,2 %), Märt Õigus (0,1 %) et Tairi Aasa (0,1 %).

### Analyse
Le Parti du Centre remporte cette élection, ce qui fragilise le gouvernement minoritaire d'Andrus Ansip. Le Parti de la Réforme conserve toutefois son unique député. La surprise vient cependant d'Indrek Tarand qui devance la plupart des grands partis. Le Parti social-démocrate ne réussit pas à faire réélire Katrin Saks et Marianne Mikko qui figuraient en deuxième et troisième position sur sa liste.

## Députés élus
- Edgar Savisaar (Parti du Centre)
- Siiri Oviir (Parti du Centre), réélue
- Indrek Tarand
- Kristiina Ojuland (Parti de la Réforme)
- Tunne Kelam  (Union Pro Patria et Res Publica), réélu
- Ivari Padar (Parti social-démocrate)

Comme annoncé pendant la campagne, Edgar Savisaar a renoncé aussitôt à son mandat au profit de la troisième de sa liste, son épouse Vilja Savisaar.